# 高岡工業専門学校 (旧制)
高岡工業専門学校（たかおかこうぎょうせんもんがっこう）は、1944年4月に設立された官立の旧制専門学校（工業専門学校）である。通称は高岡工専。

## 概要
- 第二次世界大戦末期に官立高岡経済専門学校からの転換により発足し機械科・化学工業科・電気科・金属工業科を設置した。
- 戦後、同様に工業専門学校に転換されていた和歌山・彦根の両校が経専に再転換されたが、高岡の場合は経専に再転換されずそのまま存続して現在の富山大学工学部の前身となった。
- 卒業生により同窓会「仰岳会」が組織されている。

## 沿革
- 1924年9月25日　官立高岡高等商業学校として発足[1]。当時は日本海側唯一の官立高等商業学校であった[2]。
- 1925年4月25日　高岡高商、第1回入学式を挙行（この時点で敷地18,639坪、建坪3,707坪）[1]。
- 1928年10月20日　高岡高商、開校式を挙行[3]。
- 1944年
  - 3月　高岡高商は高岡経済専門学校と改称。
  - 4月1日　勅令165号により高岡工業専門学校に転換[4]。
- 1944年5月　第1回入学式。
- 1949年5月　新制富山大学に包括され、工学部となる。

## 歴代校長
- 長崎太郎（初代校長。前高岡経専校長）
- 柏忠夫（新制富山大学移行後、初代工学部長）

## 校地
高岡高等商業学校の校地であった富山県高岡市古定塚（後に中川園町）を継承し、富山大学工学部移行後もこの校地が継承されたが、1984年 - 1985年に工学部は五福新校地に移転され、現在は跡地に富山県立高岡高等学校が建っている。詳細は高岡高等商業学校#校地を参照。

## 関連書籍
富山大学年史編纂委員会 『富山大学五十年史』（上・下） 富山大学、1992年